# Hendrik III van Wisch

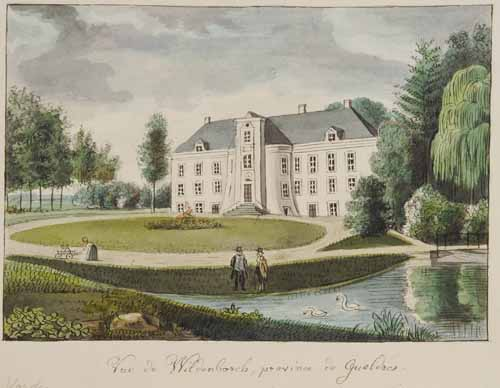
Kasteel De Wildenborch ca. 1800 door een anonieme schilder.

Hendrik III van Wisch heer van Wisch (geboren 1390 - overleden 10 januari 1448) was een zoon van Hendrik II van Wisch en Catharina van Bronkhorst.

## Levensloop
Hendrik woonde op Kasteel De Wildenborch bij Vorden en treedt van 1394 tot 1397 samen met Dirk IV van Wisch op als ambtman in de Liemers. 

Later, in 1416, 1422 en 1433, wordt Hendrik III genoemd als drost en rentmeester van Gelre. Hij wordt in 1452 genoemd als rechtsadviseur van de stad Arnhem. Als landdrost was Hendrik in 1425 betrokken bij het nieuwe tracé van de Hetterse dijk en zorgde hij ervoor dat Gelre en het kwartier van Zutphen meebetaalde aan de kosten. Hij genoot het vertrouwen van de hertog van Gelre want in 1430 beschikt Hendrik III over een eigen kamer in kasteel Rosendael, de residentie van de hertog. Hij werd in 1435 burger van Zutphen. 

## Huwelijk en kinderen
Hendrik III trouwde met Irmgard van Sayn-Witgenstein (geboren ca. 1400). Zij kregen de volgende kinderen:
- Johan II van Wisch
- Dirk V van Wisch
- Hendrik IV van Wisch (1448-1460)
- Agnes van Wisch (1430-1496) trouwde met Gijsbert van Bronckhorst-Batenburg (geboren in 1425)